# Ключ 169
Ключ 169 (трад. 門, упр. 门) — ключ Канси со значением «ворота»; один из девяти, состоящих из восьми штрихов.
В словаре Канси есть 246 символов (из 49 030), которые можно найти c этим радикалом.

## История
Древняя идеограмма изображала створки дверей.
Иероглиф используется также в значениях: «двери, калитка, проход, вход, отверстие». В переносном смысле означает «семья, род, родной дом, родовитость, знатность» и др.
Иероглиф является сильным ключевым знаком. Для удобства в написании его часто пишут в упрощённой форме 门.
- Вид в малой печати Чжуаньшу

В словарях находится под номером 169.

## Примеры иероглифов
| Доп. штрихи | Традиционные                                                      | Упрощенные                    |
| ----------- | ----------------------------------------------------------------- | ----------------------------- |
| 0           | 門                                                                | 门                            |
| 1           | 閁 閂                                                             | 闩                            |
| 2           | 閃 閄 閅                                                          | 闪 们                         |
| 3           | 䦌 䦍 閆 閇 閈 閉 閊                                              | 闫 闬 闭 问 闯                |
| 4           | 䦎 䦏 䦐 䦑 開 閌 閍 閎 閏 閐 閑 閒 間 閔 閕 閖 閗                | 闰 闱 闲 闳 间 闵 闶 闷       |
| 5           | 䦒 䦓 䦔 閘 閙 閚 閛 閜 閝 閞 閟 閠 闸                            | 闹                            |
| 6           | 䦕 䦖 䦗 䦘 䦙 䦚 䦛 䦶 閡 関 閣 閤 閥 閦 閧 閨 閩 閪             | 闺 闻 闼 闽 闾 闿 阀 阁 阂    |
| 7           | 䦜 䦝 䦞 䦟 䦷 閫 閬 閭 閮 閯 閰 閱 閲 閳 閴 阃                   | 阄 阅 阆 閭                   |
| 8           | 䦠 䦡 䦢 䦣 䦤 䦥 䦦 䦧 䦨 閵 閶 閸 閹 閺 閻 閼 閽 閾 閿 闀 闁 闂 | 阇 阈 阉 阊 阋 阌 阍 阎 阏 阐 |
| 9           | 䦩 䦪 䦫 䦬 䦭 䦮 䦯 䦸 閷 闃 闄 闅 闆 闇 闈 闉 闊 闋 闌 闍 闎 闏 | 阑 阒 阓 阔 阕                |
| 10          | 闐 闑 闒 闓 闔 闕 闖 闗 闘                                        | 阖 阗 阘 阙                   |
| 11          | 䦰 闙 闚 闛 關 闝                                                 | 阚                            |
| 12          | 䦱 闞 闟 闠 闡                                                    |                               |
| 13          | 䦲 䦳 䦴 闢 闣 闤 闥 闦                                           | 阛                            |
| 14          | 䦵 闧                                                             |                               |

- Примечание: Ваш браузер может отображать иероглифы неправильно.